# Río Loddon
El río Loddon es un río de Australia que discurre por el estado de Victoria.
Fluye cerca de diferentes pueblos del Estado, desde Trentham (cerca de Ballarat) hasta Swan Hill, donde desemboca como afluente en el Río Murray. Otros municipios por los que pasa a lo largo de su recorrido son Bendigo, Bridgewater On Loddon, Serpentine y Kerang.
Algunas localidades, como Bridgewater On Loddon o Kerang, tienen al Loddon como su principal fuente para obtener agua para consumo humano, lo que frecuentemente provoca grandes reducciones en el caudal del río (especialmente en verano) que ponen en peligro al mismo. Por eso, existen diversos estudios que pretenden establecer el uso idóneo para poder beber del río sin acabar con él.
Por otro lado, a la altura de Bridgewater On Loddon, el río cuenta con la anchura y profundidad suficiente para que en él se desarrollen algunos deportes acuáticos, como la Navegación a vela.